# TouchCopy
TouchCopy es una Aplicación informática desarrollada por Wide Angle Software destinada a la transferencia de canciones del iPod, iPhone o iPad hacia computadores Windows y/o Mac, aunque también se puede hacer directamente al iTunes.
Este software es útil cuando remplazas una computadora o esta ha sufrido algún fallo del disco duro, ya que te deja pasar todos los archivos que hay en tu dispositivo móvil hacia una PC Windows o Mac. Al impedir que iTunes sincronice tu dispositivo móvil, evita que te borre todos los archivos que hay en él.

## Descripción
TouchCopy sirve para transferir todos los archivos que hay en un dispositivo móvil iOS (iPod, iPhone y iPad) hacia el disco duro de tu PC (Windows o Mac) o directamente a iTunes de forma sencilla. 
Puedes transferir los siguientes tipos de archivos: 
- Música y vídeos.
- Aplicaciones.
- Mensajes.
- Libros.
- Fotografías.
- Contactos.
- Calendarios.
- Otros.

## Compatibilidad
Es compatible con todas las versiones de Windows y Mac OS. Y también sirve para cualquier dispositivo con iOS, aunque en algunas versiones se puede limitar la funcionalidad.